# Julien Baker
Julien Rose Baker (Germantown, 29 de septiembre de 1995) es una cantante y guitarrista de indie rock estadounidense. Su música se destaca por su calidad melancólica y su estilo lírico confesional, así como por sus exploraciones francas de temas que incluyen el cristianismo, la adicción, las enfermedades mentales y la naturaleza humana. Ha recibido seis nominaciones a los premios Grammy y tres premios como miembro de Boygenius.
Nacida y criada en los suburbios de Memphis, Tennessee, Baker lanzó su álbum debut Sprained Ankle (2015) mientras estudiaba en la Universidad Estatal de Middle Tennessee . El álbum recibió elogios de la crítica y apareció en varias listas de fin de año de 2015. Posteriormente, Baker firmó con Matador Records y lanzó su segundo álbum de estudio Turn Out the Lights en 2017, con un mayor éxito de crítica. Su tercer álbum, Little Oblivions (2021), adoptó un sonido más de banda completa y se convirtió en el primer álbum de Baker entre los 40 primeros en la lista Billboard 200.
Además de su trabajo en solitario, Baker es miembro del supergrupo independiente Boygenius, junto a Phoebe Bridgers y Lucy Dacus . El EP homónimo debut del grupo se lanzó en octubre de 2018. Boygenius anunció su reunión en enero de 2023 y su álbum de estudio debut , The Record, se lanzó en marzo. Su lanzamiento más reciente, titulado The Rest, se lanzó en octubre de 2023.

## Primeros años
Baker nació el 29 de septiembre de 1995 en Germantown y creció en Bartlett, Tennessee, un suburbio de Memphis.   Sus padres trabajaron ambos en el campo de la fisioterapia. Ha hablado de sentirse inspirada por su padre quien, después de un accidente cuando tenía veintitantos años que le provocó la amputación de una pierna, dedicó su vida a fabricar prótesis experimentales.  Los padres de Baker se separaron mientras ella estaba en la escuela primaria. 
Baker creció en una devota familia bautista y su exposición temprana a la música implicó tocar en su iglesia.   Después de ver Green Day en televisión, se inspiró para explorar más música alternativa y comenzó a escuchar bandas como My Chemical Romance y Death Cab for Cutie.   Posteriormente quedó cautivada por las escenas punk, hardcore, metalcore y Screamo, y ha dicho que algunas de sus bandas favoritas eran Me without You, Underoath, The Chariot, Norma Jean y Whitechapel.   Luchó contra el abuso de sustancias cuando era adolescente, pero encontró apoyo en la comunidad que rodeaba los espectáculos domésticos en Memphis y se inspiró en la subcultura punk pura.   Mientras estaba en la escuela secundaria en 2010, Baker cofundó la banda Star Killers, que se rebautizó como Forrister en 2015, 
Baker asistió a Arlington High School y luego a Middle Tennessee State University, donde trabajó en el campus en el departamento de A/V e inicialmente estudió ingeniería de audio, antes de cambiar a literatura y educación secundaria.     Finalmente dejó la escuela para hacer una gira de tiempo completo después del lanzamiento de Sprained Ankle, pero regresó al campus en el otoño de 2019 para completar su título en literatura. 

## Carrera musical

### 2015-2017:Sprained Ankle y Turn Out the Lights

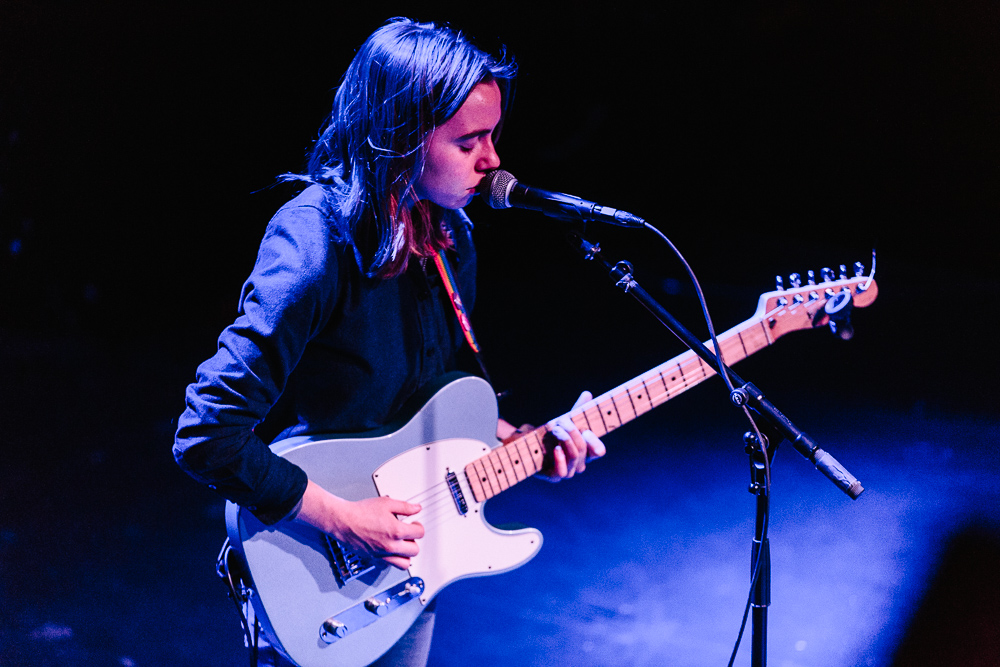
Baker presentando en Rough Trade NYC en 2016

Durante su primer año en MTSU, Baker comenzó a escribir canciones por su cuenta, utilizando a menudo las salas de práctica de la universidad que permanecían abiertas hasta altas horas de la noche.  Escribió lo que se convertiría en Sprained Ankle en su dormitorio y lo grabó en un tiempo libre de estudio que una amiga suya había conseguido durante una pasantía. Ha dicho que nunca pensó que el EP sería escuchado por una amplia audiencia; lo puso en Bandcamp para que sus amigos pudieran escucharlo. 
Fue recogido por 6131 Records, quien lanzó el álbum Sprained Ankle en octubre de 2015.  Sprained Ankle terminó encabezando muchas listas de fin de año de 2015, y su éxito dio lugar a artículos en The New Yorker y The New York Times, y varios críticos lo calificaron de "desgarrador", "hipnótico" y "sorprendente".    En marzo de 2016, Baker ofreció una actuación de NPR Tiny Desk, la primera de cuatro apariciones en el escritorio.    También tocó en los festivales South by Southwest y Newport Folk de ese año.   Sus actuaciones de este período han sido llamadas "eventos silenciosos y reverenciales", en los que el público a menudo permanece tranquilo y emocionado. 
En octubre de 2016, contribuyó a Say Yes! Un tributo a Elliott Smith, haciendo su versión de "Ballad of Big Nothing". 
En 2017, firmó con Matador Records y lanzó un sencillo de 7 pulgadas que consta de las canciones "Funeral Pyre" (anteriormente llamada "Sad Song 11") y "Distant Solar Systems". 
Su segundo álbum, Turn Out the Lights, fue grabado con el ingeniero y productor Calvin Lauber en Ardent Studios en Memphis y lanzado el 27 de octubre de 2017, con gran éxito. Pasó el año siguiente de gira por Estados Unidos e internacionalmente, actuando junto a artistas como The National, Father John Misty, Half Waif, Adam Torres y Lucy Dacus, y apareciendo en CBS This Morning y The Late Show con Stephen Colbert .,
Baker ha sido telonero o colaborado con una amplia gama de artistas, incluidos Death Cab for Cutie, Conor Oberst, Paramore y Hayley Williams, The National, The Decemberists, Belle & Sebastian, Frightened Rabbit, The Front Bottoms, Touche Amore, Manchester Orchestra, y Ojos Brillantes. Durante Eaux Claire en julio de 2018, actuó con el poeta Hanif Abdurraqib, mezclando "Claws in Your in Your Back" de Turn Out the Lights con un poema de Abdurraqib "How Can Black People Write About Flowers at a Time Like This" (¿Cómo pueden los negros escribir sobre flores en un momento como este?).

### 2018-2023: Boygenius y Little oblivions
En 2018, Baker formó el supergrupo de rock Boygenius con sus compañeras cantautoras independientes Phoebe Bridgers y Lucy Dacus, con quienes había realizado giras anteriormente. El grupo lanzó tres canciones en agosto de ese año y posteriormente anunció un EP homónimo, Boygenius, que se lanzó el 26 de octubre de 2018 con gran éxito de crítica. La banda pasó ese noviembre de gira por Estados Unidos e interpretó "Me & My Dog" en Late Night con Seth Meyers .  El trío ha seguido colaborando en el trabajo en solitario de cada uno desde el lanzamiento de su EP, prestando coros a dos canciones de Punisher (2020) de Bridgers, nominada al Grammy, " Please Stay " de Home Video de Dacus (2021) y " Favor" de Little Oblivions de Baker (2021), así como el sencillo "Roses/Lotus/Violet/Iris" de Petals for Armor (2020) de Hayley Williams. 
En 2019, Baker lanzó dos sencillos de 7 pulgadas. El primero, lanzado en junio, incluía las canciones "Red Door" y "Conversation Piece", y el segundo en octubre incluía "Tokyo" y "Sucker Punch" como parte de la serie de sencillos Sub Pop.  Las cuatro canciones tenían un sonido un poco más producido que su trabajo anterior y fueron recibidas muy positivamente.  También contribuyó a Tiny Changes: A Celebration of 'The Midnight Organ Fight' de Frightened Rabbit, versionando "The Modern Leper". 
El 21 de octubre de 2020, Baker anunció su tercer álbum de estudio, Little Oblivions, acompañado del sencillo principal "Faith Healer" y un ensayo del poeta Hanif Abdurraqib .  Little Oblivions se lanzó el 26 de febrero de 2021 y fue precedido por los sencillos adicionales "Hardline" y "Favor".  Fue escrito principalmente a lo largo de 2019, un año difícil y formativo para Baker, ya que tuvo que cancelar varias fechas de gira, luchó con su sobriedad y salud mental y, finalmente, regresó a la escuela para terminar su carrera en MTSU.  En enero, apareció en The Late Show con Stephen Colbert, interpretando "Faith Healer"
En 2022, Baker lanzó un EP de la cara B de Little Oblivions y compartió el sencillo "Guthrie".

### 2023-presente:The record
En marzo de 2023, Boygenius lanzó su álbum de estudio debut, The Record, con gran éxito universal. La banda tocó en Coachella 2023 en abril. Luego se embarcaron en la serie de conciertos Re:SET y se unieron a la miembro Phoebe Bridgers para algunos sets de apertura en The Eras Tour de Taylor Swift. En junio de 2023, la banda actuó vestida de drag en Tennessee, el estado natal de Baker, en protesta por la legislación anti-drag que el gobernador del estado , Bill Lee, promulgó y que fue bloqueada en un tribunal federal.  Después de una etapa en Norteamérica, realizaron una gira por Europa, antes de regresar a los EE. UU. para la segunda mitad de la gira.
En octubre de 2023, la banda lanzó un segundo EP, The Rest ., Durante la segunda etapa de su gira The Record estrenaron las canciones noche tras noche. Baker aparece de manera más destacada en la última canción de la colección, "Powers". El álbum de la banda, The Record, recibió seis nominaciones en la 66ª edición de los premios Grammy, incluyendo Álbum del año y Grabación del año, y finalmente ganó tres, incluido Mejor Álbum de Música Alternativa. A partir del 1 de febrero de 2024, Boygenius está en pausa y describe la situación como "desaparecerá en el futuro previsible",
En octubre de 2023, Baker lanzó la canción "Thick Skull" (Re: Julien Baker) en Re: This Is Why, una versión remezclada de This Is Why de Paramore.

## Arte

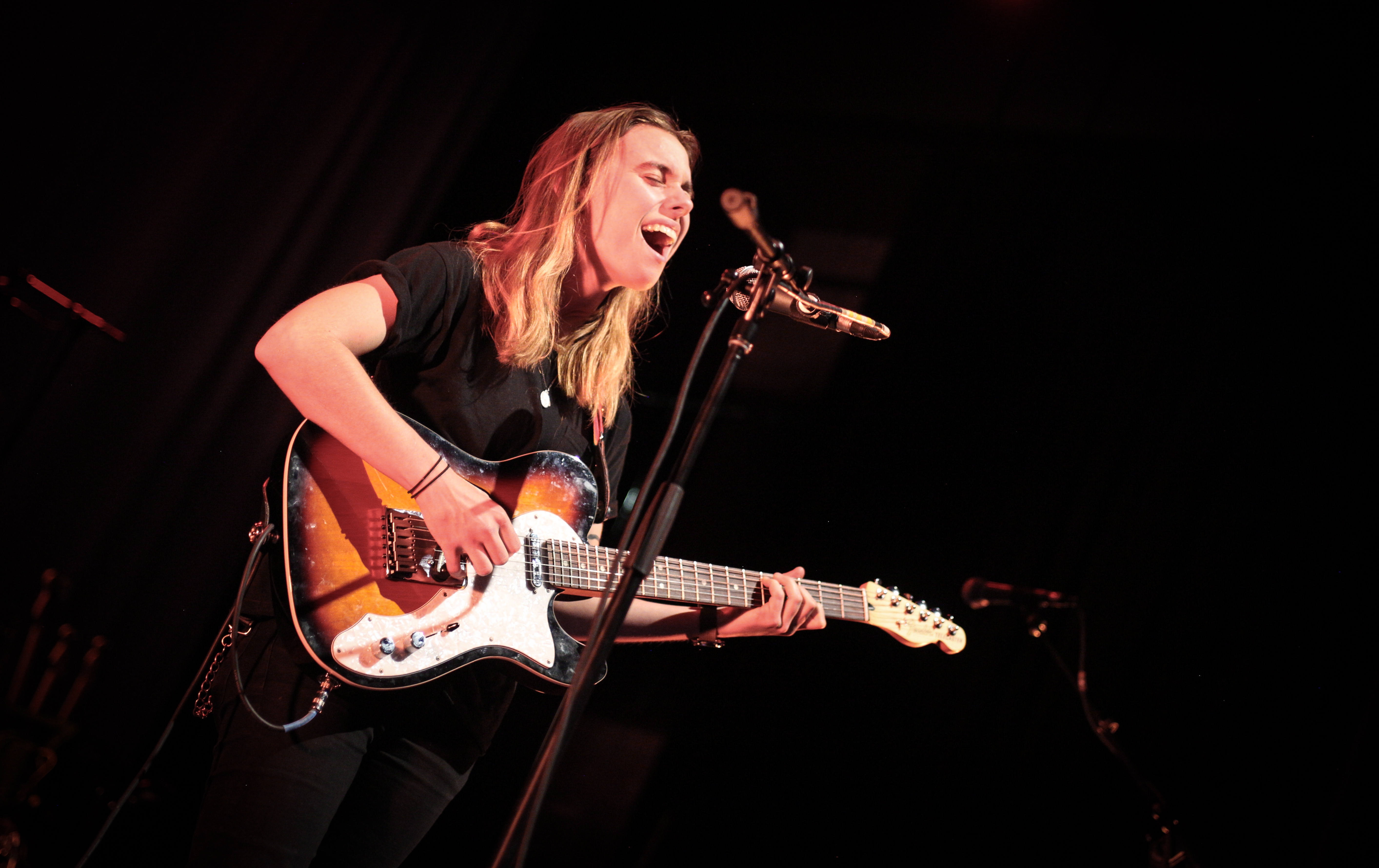
Baker presentando en el Palace Theatre de Saint Paul, Minnesota, en 2017

Baker es conocida por su composición personal y confesional, y su música ha sido categorizada como una mezcla de indie rock, indie folk, alternativa y emo.  Los escasos arreglos de su "frágil y gentil" debut de 2015, Sprained Ankle, incluyen solo su voz, guitarra y piano ocasional, y sus presentaciones en el escenario durante muchos años consistieron en ella sola, utilizando un pedal de loop .  En Turn Out the Lights de 2017 se añadió ocasionalmente un violín, así como órganos y una "producción con un sonido cavernoso".   Sus actuaciones de este período han sido llamadas "eventos silenciosos y reverenciales", y el público a menudo permanece tranquilo y emocionado. 
Baker experimentó con un sonido más de banda completa para su lanzamiento de 2021, Little Oblivions, y comentó que se siente limitada por las expectativas de adherirse a su estilo establecido.  El álbum incluía batería, bajo, teclados, mandolina y banjo, todos tocados por Baker en la grabación.  En la gira posterior a su lanzamiento, tocó con una banda completa y estrenó nuevos arreglos multiinstrumentales de su trabajo anterior, describiendo el sonido de la banda como " post-rock ".  
 
La escritura de Baker están impregnadas de temas religiosos y, a menudo, se destacan por sus imágenes ocasionalmente violentas.   La esperanza, la redención, el amor, la adicción, la vergüenza, el desprecio por uno mismo y los llamamientos directos a Dios son motivos destacados a lo largo de su obra.  Su música a menudo presenta exploraciones francas de la adicción y la sobriedad, y ha sido abierta al hablar de sus experiencias con el abuso de sustancias y las enfermedades mentales., 
El poeta Hanif Abdurraqib describió la obra de Baker de la siguiente manera:,

The grand project of Julien Baker, as I have always projected it onto myself, is the central question of what someone does with the many calamities of a life they didn’t ask for, but want to make the most out of. I have long been done with the idea of hope in such a brutal and unforgiving world, but I’d like to think that this music drags me closer to the old idea I once clung to. But these are songs of survival, and songs of reimagining a better self, and what is that if not hope? Hope that on the other side of our wreckage — self-fashioned or otherwise — there might be a door. And through the opening of that door, a tree spilling its shade over something we love. A bench and upon it, a jacket that once belonged to someone we’d buried. Birds who ask us to be an audience to their singing. A small and generous corner of the earth that has not yet burned down or disappeared. I can be convinced of this kind of hope, even as I fight against it. To hear someone wrestling with and still thankful for the circumstances of a life that might reveal some brilliance if any of us just stick around long enough.

## Vida personal
Baker es lesbiana y sus tensas experiencias con el cristianismo organizado informan gran parte de su trabajo.   Ella se lo confesó a sus padres a los 17 años, después de años de estar en el armario y ver a sus amigos ser enviados a terapia de conversión o expulsados de sus hogares. Sin embargo, descubrió que su familia la "aceptaba radicalmente".  Anteriormente se refirió a sí misma como socialista cristiana, pero ha hablado de cómo ser etiquetada constantemente como "cristiana queer sobria" al principio de su carrera fue perjudicial para su comprensión de su identidad y la llevó a cuestionar y reevaluar muchos aspectos fundamentales. de su vida.    Desde entonces, ha hablado de la naturaleza siempre cambiante de su relación con la fe, diciendo que ya no está interesada en etiquetar sus creencias de manera tan rígida y que está tratando de adoptar una visión del mundo menos dicotómica que aquella con la que creció, calificando esta realización como " liberando". Actualmente confirmó que mantiene una relación amorosa con su compañera de grupo musical "Boygenius", Lucy Dacus.  
Baker reside a tiempo parcial en Nashville, Tennessee y Los Ángeles, California.,

## Discografía

### Álbumes de estudio
| Title               | Album details                                                                                         | Peak chart positions | Peak chart positions | Peak chart positions      | Peak chart positions | Peak chart positions | Peak chart positions | Peak chart positions | Peak chart positions | Peak chart positions | Peak chart positions |
| Title               | Album details                                                                                         | US                   | US Alt               | US<br id="mwAbY"><br>Folk | US Indie             | US Rock              | AUS                  | BEL (FL)             | GER                  | IRE                  | UK                   |
| ------------------- | --- | -------------------- | -------------------- | ------------------------- | -------------------- | -------------------- | -------------------- | -------------------- | -------------------- | -------------------- | -------------------- |
| Sprained Ankle      | - Released: October 23, 2015 - Label: 6131 - Format: LP, CD, digital download, streaming              | —                    | ―                    | ―                         | ―                    | ―                    | ―                    | ―                    | ―                    | ―                    | ―                    |
| Turn Out the Lights | - Released: October 27, 2017 - Label: Matador - Format: LP, CD, cassette, digital download, streaming | 78                   | 9                    | 3                         | 9                    | 12                   | ―                    | ―                    | ―                    | ―                    | ―                    |
| Little Oblivions    | - Released: February 26, 2021 - Label: Matador - Format: LP, CD, digital download, streaming          | 39                   | 5                    | 1                         | 6                    | 4                    | 21                   | 71                   | 37                   | 74                   | 51                   |

| Título                        | Detalles del álbum                                                                                    |
| ----------------------------- | --- |
| Esguince de tobillo           | - Lanzado: 2014 - Etiqueta: Autoeditado - Formato: Descarga digital, CD                               |
| Sesiones de Spotify           | - Publicado: 20 de mayo de 2016 - Etiqueta: 6131 - Formato: Descarga digital, streaming               |
| Audiotree en vivo             | - Publicado: 22 de octubre de 2016, - Sello: Audiotree Music - Formato: Descarga digital, streaming   |
| Pequeños olvidos: los remixes | - Publicado: 1 de septiembre de 2021 - Sello: Matador Records - Formato: Descarga digital, streaming. |
| Lados B                       | - Publicado: 21 de julio de 2022 - Sello: Matador Records - Formato: Descarga digital, streaming.     |

### Sencillos
| Title                                                                        | Year | Peak chart positions     | Peak chart positions      | Album                                                                         |
| Title                                                                        | Year | US<br id="mwAls"><br>AAA | US Sales [cita requerida] | Album                                                                         |
| ---------------------------------------------------------------------------- | ---- | ------------------------ | ------------------------- | ----------------------------------------------------------------------------- |
| "Funeral Pyre"                                                               | 2017 | —                        | 11                        |                                                                               |
| "Distant Solar Systems"                                                      | 2017 | —                        | —                         |                                                                               |
| "Appointments"                                                               | 2017 | —                        | —                         | Turn Out the Lights                                                           |
| "Turn Out the Lights"                                                        | 2017 | —                        | —                         | Turn Out the Lights                                                           |
| "Bad Things to Such Good People" (with Manchester Orchestra)                 | 2018 | —                        | —                         |                                                                               |
| "Red Door"                                                                   | 2019 | —                        | —                         |                                                                               |
| "Conversation Piece"                                                         | 2019 | —                        | —                         |                                                                               |
| "The Modern Leper"                                                           | 2019 | —                        | —                         | Tiny Changes: A Celebration of Frightened Rabbit's 'The Midnight Organ Fight' |
| "Tokyo"                                                                      | 2019 | —                        | —                         |                                                                               |
| "Sucker Punch"                                                               | 2019 | —                        | —                         |                                                                               |
| "Faith Healer"                                                               | 2020 | 14                       | —                         | Little Oblivions                                                              |
| "A Dreamer's Holiday" (Spotify Singles)                                      | 2020 | —                        | —                         |                                                                               |
| "Hardline"                                                                   | 2021 | —                        | —                         | Little Oblivions                                                              |
| "Favor"                                                                      | 2021 | —                        | —                         | Little Oblivions                                                              |
| "Heatwave"                                                                   | 2021 | 27                       | —                         | Little Oblivions                                                              |
| "Guthrie"                                                                    | 2022 | —                        | —                         | B-Sides                                                                       |
| "—" denotes single that did not chart or was not released in that territory. |      |                          |                           |                                                                               |

### Apariciones como invitada
| Title                            | Year | Primary artist(s)              | Album                                                                         |
| -------------------------------- | ---- | ------------------------------ | ----------------------------------------------------------------------------- |
| "Ballad of Big Nothing"          | 2016 |                                | Say Yes! A Tribute to Elliott Smith                                           |
| "Skyscraper"                     | 2016 | Touché Amoré                   | Stage Four                                                                    |
| "How It Gets In"                 | 2017 | Frightened Rabbit              | Recorded Songs                                                                |
| "All I Want"                     | 2018 | Matt Berninger, Stephen Altman | 7-Inches for Planned Parenthood, Vol. 2: Pt. 1                                |
| "The Modern Leper"               | 2019 |                                | Tiny Changes: A Celebration of Frightened Rabbit’s ‘The Midnight Organ Fight’ |
| "Bless This Hell"                | 2019 | Mary Lambert                   | Grief Creature                                                                |
| "Roses/Lotus/Violet/Iris"        | 2020 | Hayley Williams                | Petals For Armor                                                              |
| "First Time"                     | 2020 | Becca Mancari                  | The Greatest Part                                                             |
| "Graceland Too"                  | 2020 | Phoebe Bridgers                | Punisher                                                                      |
| "I Know the End"                 | 2020 | Phoebe Bridgers                | Punisher                                                                      |
| "Reminders"                      | 2020 | Touché Amoré                   | Lament                                                                        |
| "Act Four"                       | 2021 | Fucked Up                      | Year of the Horse                                                             |
| "Neil Young On High"             | 2021 | The Ophelias                   | Neil Young On High                                                            |
| "Going Going Gone"               | 2021 | Lucy Dacus                     | Home Video                                                                    |
| "Please Stay"                    | 2021 | Lucy Dacus                     | Home Video                                                                    |
| "Triple Dog Dare"                | 2021 | Lucy Dacus                     | Home Video                                                                    |
| "Underwater Boi"                 | 2021 | Turnstile                      | Glow On                                                                       |
| "Marionette"                     | 2021 | Keaton Henson                  | Fragments                                                                     |
| "Kid Fears" (Indigo Girls cover) | 2021 | Jason Isbell and the 400 Unit  | Georgia Blue                                                                  |
| "Hold My Hand"                   | 2022 | Wild Pink                      | ILYSM                                                                         |
| "Over and Over"                  | 2023 | Becca Mancari                  | Left Hand                                                                     |
| "Sport of Form"                  | 2023 | The Armed                      | Perfect Saviours                                                              |
| "In Heaven"                      | 2023 | The Armed                      | Perfect Saviours                                                              |
| "Thick Skull" (Re: Julien Baker) | 2023 |                                | Re: This Is Why                                                               |

### Como parte de Boygenius
- Boygenius (2018)
- Boygenius Demos (2020) [73]
- The record (2023)
- The rest (2023)

### Como parte de Forrister
- American Blues (2013) [74]
- "Esau" y "Black Poppy Wine" para Little Moses/The Star Killers Split (2014) [75]
- "Choked Up" (2015) [76] [77]

## Premios y nominaciones
| Año  | Asociación     | Categoría                                  | Trabajo nominado | Resultado | Árbitro |
| ---- | -------------- | ------------------------------------------ | --- | --------- | ------- |
| 2016 | Premio Libera  | Premio Libera al Mejor Artista Revelación  | rowspan="" style="background-color: var(--background-color-success-subtle, #cccccc); color:inherit;; text-align:center; vertical-align:middle;" \| | ,         |         |
| 2021 | Premios AIM    | Mejor vídeo independiente                  | "Hardline" |           |         |
| 2024 | Premios Grammy | Álbum del año                              | the record |           | ,       |
| 2024 | Premios Grammy | Mejor álbum de música alternativa          | the record |           | ,       |
| 2024 | Premios Grammy | Record del año                             | " Not Strong Enough " |           | ,       |
| 2024 | Premios Grammy | Mejor canción de rock                      | " Not Strong Enough " |           | ,       |
| 2024 | Premios Grammy | Mejor interpretación de rock               | " Not Strong Enough " |           | ,       |
| 2024 | Premios Grammy | Mejor interpretación de música alternativa | "Cool About It" |           | ,       |
| 2024 | Brit Awards    | Grupo Internacional                        | Boygenius |           | ,       |

## Enlaces Externos
- Datos: Q22003277
- Multimedia: Julien Baker / Q22003277